# Sooraj Santhosh
Sooraj Santhosh, también conocido como Suraj Santhosh. Es un cantante de playback indio, intérprete de temas musicales cantados en telugu, tamil y malayalam. También ha cantado en hindi, kannada y Badaga. Es además vocalista de la banda Masala Coffee.

## Primeros años
Sooraj es originario de Thiruvananthapuram, nació el 19 de septiembre de 1987 en Kollam. Hizo sus estudios en el "Government Model Boys Higher Secondary School", de Thiruvananthapuram. Su padre, Santhosh Kumar, es un asistente administrativo principal del departamento de los bosques y su madre llamada, Jayakumari, es una profesora normalista y su hermano menor llamado Dheeraj, es ingeniero y que trabaja en el IBM. Sooraj se casó con Anjali Panicker el 6 de septiembre de 2016.

## Carrera
Sooraj compitió en varios concursos de canto, en uno de ellos fue el  "Festival de la Juventud" organizado entre 2004 y 2005 solo a nivel colegial. Más adelante participó en otro Festival de Música organizado esta vez por la Universidad de Kerala durante los años 2009, 2010 y 2011, donde Sooraj fue tres veces ganador en estos concursos. En 2009 cambió de residencia de Trivandrum por Chennai, allí se formó bajo la tutela del flautista e intérprete de la música carnática, Kudamaloor Janardanan, quien como su gurú le enseñó sobre la profundidad de la música tradicional. Sooraj también fue vocalista de Ashram Oriental Rock, una banda musical de Indo-austríaca integrada por siete miembros y que había estado en una gira por Europa en 2011. Antes de formar parte de Masala Coffee.

## Discografía

### Malayalam
| Año  | Película                   | Canción             | Música Director    |
| ---- | -------------------------- | ------------------- | ------------------ |
| 2013 | Second Show                | Ee Ramayanakootil   | Nikhil Rajan       |
| 2013 | Lokpal                     | Arjunante           | Ratheesh Vegha     |
| 2013 | Lokpal                     | Mayam Mayam         | Ratheesh Vegha     |
| 2013 | Rebecca Uthup Kizhakkemala | Nin Neelamizhi      | Rathees h Vegha    |
| 2013 | Ladies and Gentleman       | Palaniram padarume  | Ratheesh Vegha     |
| 2013 | KQ                         | Iniyum Nin Mounam   | Stephen Devassy    |
| 2015 | Mallanum Mathevanum        | Azhakey Allimalarey | Suman Bichu        |
| 2015 | Kunjiramayanam             | Salsa               | Justin Prabhakaran |
| 2015 | Madura Naranga             | Oru Naal            | Sreejith - Saachin |
| 2015 | Madura Naranga             | Melle Vannu Konjiyo | Sreejith - Saachin |
| 2016 | Hello Namasthe             | Ulakil Karanamila   | Masala Coffee      |
| 2016 | Guppy                      | Thaniye             | Vishnu Vijay       |

| Year | Album                | Song                 | Music Director        |
| ---- | -------------------- | -------------------- | --------------------- |
| 2012 | Parayathe            | Devathe en Nenjile   | Rijesh K Ramakrishnan |
| 2014 | Love Policy          | Sakhiye En Sakhiye   | Sreejith-Sachin       |
| 2014 | Namma Ooru           | Kaatrey Maasai       | Augustine Rajendran   |
| 2015 | Ammakinavukal        | Vellambal            | Ajith Mathew          |
| 2015 | London Love          | Azhake Ninave        | Yesu                  |
| 2016 | Yeshunadha           | Krooshithane         | Jeneesh John          |
| 2016 | Aalayaal Thara Venam | Aalayaal Thara Venam | Masala Coffee         |

### Tamil
| Año  | Película                                          | Canción                     | Director musical   |
| ---- | ------------------------------------------------- | --------------------------- | ------------------ |
| 2012 | Sridhar                                           | Uyirin Suvaril Naane        | Rahul Raj          |
| 2012 | Sridhar                                           | Vegam vegam                 | Rahul Raj          |
| 2012 | Chandramouli                                      | Kala Kala kala Kala         | Maragadhamani      |
| 2012 | Chandramouli                                      | Dharmam Vazha               | Maragadhamani      |
| 2013 | Pandiya Naadu                                     | Yaeley Yaeley Maruthu       | D Imman            |
| 2013 | Pandiya Naadu                                     | Othakadai Othakadai Machaan | D. Imman           |
| 2013 | All in all Azhaghu Raja                           | Yamma Yamma                 | S. Thaman          |
| 2013 | Varutha Padathe Valibar Sangam                    | Yennada Yennada             | D Imman            |
| 2013 | Kadhal Solla Aasai                                | Madai Thiranthathu          | M. M. Srilekha     |
| 2014 | Bramman                                           | Vaanathile Nilavu           | Devi Sri Prasad    |
| 2014 | Sooraiyadal                                       | Adiye Sarithaana            | Mithun Eshwar      |
| 2014 | Kadavul Paathi Mirugam Paathi                     | Naan Indru Naan Thaane      | Rahul Raj          |
| 2014 | Anjaan                                            | Kaadhal Aasai               | Yuvan Shankar Raja |
| 2015 | Soan Papdi                                        | Enga Kaattula Mazhai        | Dhanraj Manickam   |
| 2014 | Mozhivathu Yadhenil                               | Vilai Illathadhu            | Nithyan Karthick   |
| 2015 | Ore Oru Raja Mokka Raaja                          | Malare Mooche Eduthu        | Suman Bichu        |
| 2015 | Thoppi                                            | Paava patta naanga          | Ramprasad Sundar   |
| 2015 | Achchaaram                                        | Perazhaghai Thirudida       | Srikanth Deva      |
| 2015 | Ivanuku Thannila Gandam                           | Mappilla Mappilla           | A7                 |
| 2015 | Nanbargal Narpani Mandram                         | Sirichaenae Chinna Ponudha  | Srikanth Deva      |
| 2015 | Kanchana 2                                        | Motta Paiyan                | S.S.Thaman         |
| 2015 | Vaa Deal                                          | Vaa Deal                    | S.S.Thaman         |
| 2015 | Kida Poosari Magudi                               | Chinna Paya Vayasu          | Ilaiyaraaja        |
| 2015 | Ithiraiyil Varum Sambavangal Anaihtum Karpanaiyae | Somariyum Neethan           | Maria Jerald       |
| 2015 | Vasuvum Saravananum Onna Padichavanga             | Vasuvum Saravananum         | D Imman            |
| 2015 | Puli (2015 film)                                  | Mannavanae Mannavanae       | Devi Sri Prasad    |
| 2015 | Pattanathu Raja                                   | Edho Ondru Thonudhadi       | Manoj              |
| 2015 | Selvandhan                                        | Rama Rama                   | Devi Sri Prasad    |
| 2015 | Mooch                                             | Marachan Bommai             | Nithyan Karthik    |
| 2015 | Jippaa Jimikki (2015)                             | Ayyo Ayyo                   | Ranib & Mohanrajan |
| 2015 | Kuttram Nadanthathu Enna                          | Nee Konjumbothey            | Naresh             |
| 2015 | Meymarandhaen Paaraayoa                           | En Kaadhale                 | Himesh Reshammiya  |
| 2015 | Meymarandhaen Paaraayoa                           | Appuram Enoa                | Himesh Reshammiya  |
| 2016 | Vidayutham                                        | Allipoo                     | Mithun Eshwar      |
| 2016 | Uriyadi                                           | Agini                       | Masala Coffee      |
| 2016 | Uriyadi                                           | Kaanthaa                    | Masala Coffee      |

### Telugu
| Año  | Película                 | Canción                       | Director musical   |
| ---- | ------------------------ | ----------------------------- | ------------------ |
| 2008 | Villagelo Vinayakudu     | Muddugaare                    | Manikanth Kadri    |
| 2010 | Darling                  | Inka Edho                     | GV Prakash         |
| 2012 | Marina                   | Snehitudokadunte              | Girish             |
| 2012 | Crazy                    | Alagodhey Alagodhey           | S Thaman           |
| 2012 | Crazy                    | Theme Music                   | S Thaman           |
| 2013 | ABCD: Any Body Can Dance | I am a fool                   | Sachin-Jigar       |
| 2013 | ABCD: Any Body Can Dance | Chirunavvula Thotaku Swagatam | Sachin-Jigar       |
| 2013 | Tadakha                  | Viyyalavaru                   | S Thaman           |
| 2013 | Palnadu                  | Kalley Kalley Palike          | Imman D            |
| 2013 | Satya 2                  | Bhashma dhaari                | Shree, Ishq        |
| 2013 | Satya 2                  | Samaram Daarilo Velithey      | Sanjeev, Darshan   |
| 2013 | Adhee Lekka              | Emaina edhemaina              | Chinni Charan      |
| 2013 | 1-Nenokkadine            | O Sayonara Sayonara           | Devi Sri Prasad    |
| 2014 | Legend                   | Thanjavuru                    | Devi Sri Prasad    |
| 2014 | Ra Ra Krishnayya         | Come on baby                  | Achu Rajamani      |
| 2014 | Alludu Sreenu            | Labbar Bomma                  | Devi Sri Prasad    |
| 2014 | Rabhasa                  | Dam Damare                    | S Thaman           |
| 2014 | Paathshala               | Friendship Day Anthem Song    | Rahul Raj          |
| 2014 | Power                    | Nuvvu Nenu Janta              | S Thaman           |
| 2014 | Aagadu                   | Bhelpuri                      | S Thaman           |
| 2014 | Ala Ela                  | Yedutakaladu                  | Bheems Cecirolio   |
| 2014 | Ala Ela                  | Yenduke                       | Bheems Cecirolio   |
| 2015 | Tiger                    | Hey Tiger                     | S Thaman           |
| 2015 | Maha Maharaju            | Evaremi Antunna               | Hip Hop Tamizha    |
| 2015 | S/O Satyamurthy          | One & Two & Three             | Devi Sri Prasad    |
| 2015 | S/O Satyamurthy          | Chal Chalo Chalo              | Devi Sri Prasad    |
| 2015 | Mosagaallaku Mosagaadu   | Oho Sundari                   | Manikanth Kadri    |
| 2015 | Mosagaallaku Mosagaadu   | Raamaaya Raamabhadraaya       | Manikanth Kadri    |
| 2015 | Rakshasudu (2015)        | Masss (Remix)                 | Yuvan Shankar Raja |
| 2015 | Ganga                    | Gundabbaayi                   | SS Thaman          |
| 2015 | Ak Rao Pk Rao            | Nuvu Vachetappudu             | K S Rao            |
| 2015 | Rahadhari                | Na Manasu                     | Rahul Raj          |
| 2015 | Srimanthudu              | Rama Rama                     | Devi Sri Prasad    |
| 2015 | Jaya Suriya              | Urike Chilaka                 | D Imman            |
| 2015 | Prema Leela              | Jatha Kadathaavo              | Himesh Reshammiya  |
| 2015 | Prema Leela              | Jvaliyinchele                 | Himesh Reshammiya  |
| 2015 | Nenu Sailaja             | Masti Masti                   | Devi Sri Prasad    |
| 2016 | Nannaku Prematho         | Love Me Again                 | Devi Sri Prasad    |
| 2016 | Pellichoopulu            | Ee Babu Gariki                | Vivek Sagar        |

### Hindi
| Año  | Película     | Canción         | Director musical |
| ---- | ------------ | --------------- | ---------------- |
| 2013 | Kamasutra 3D | Saawariya       | Sachin-Sreejith  |
| 2013 | Kamasutra 3D | Har Har Mahadev | Sachin-Sreejith  |

| Año  | Álbum | Canción | Director musical |
| ---- | ----- | ------- | ---------------- |
| 2016 | Dhuun | Theme   | Sreejith Edavana |

### Kannada
| Año  | Película                      | Canción              | Director musical |
| ---- | ----------------------------- | -------------------- | ---------------- |
| 2014 | Hara (2014 film)              | Hare Rama            | Jassie Gift      |
| 2015 | Titlu Beka                    | Hrudya Maaro         | Nobin Paul       |
| 2016 | Godhi Banna Sadharana Mykattu | Ale Moodadhe         | Charan Raj       |
| 2016 | Srinivasa Kalyana             | Bettadmele Srinivasu | Midhun Mukundan  |